# Agungmulyo
Agungmulyo is een bestuurslaag in het regentschap Pati van de provincie Midden-Java, Indonesië. Agungmulyo telt 2335 inwoners (volkstelling 2010).